# Enamorada en vivo
Enamorada en Vivo é o quarto álbum ao vivo da atriz e cantora mexicana Lucero, lançado em 9 de Novembro de 2018 pela gravadora Universal Music Latino. Teve com álbuns associados para esta apresentação, o Enamorada con Banda (2017) e Más Enamorada con Banda (2018), seus dois últimos trabalhos relacionados à banda silanoense, um tipo de música regional mexicana. A apresentação também serviu de comemoração aos seus então 38 anos de carreira.

## Informações
Após seis anos anos sem lançar um álbum ao vivo, assim como sem se apresentar no Auditorio Nacional, Lucero voltou a realizar uma apresentação de grande porte na casa, tendo como base seus dois últimos álbuns de banda sinaloense. O concerto foi anunciado no mês de Maio, com o lançamento do álbum Más Enamorada con Banda.
Com um público de 10 mil pessoas, incluindo fãs de países como Brasil, Chile, Argentina, Equador, Venezuela, Costa Rica, Hungria, Sérvia, Croácia e EUA, e duração de quase três horas, a apresentação se dividiu em três partes: a primeira com as canções pop como "Veleta", "Electricidad", "No Me Dejes Ir", "Sobreviviré" e "Cuéntame"; a segunda com as mariachi, tocadas pelo grupo Gama Mil ("Llorar", "Tu Cárcel" e "Popurrí Juan Gabriel"); e a terceira com as de banda sinaloense, tocada pelo grupo La Tocadora ("Me Gusta Estar Contigo", "Necesitaría", "Hasta que Amanezca", e "Viva México").

## Lançamentos
O álbum foi colocado para pré-venda no dia 12 de Outubro de 2018. Seu lançamento em versão física e digital está previsto para 9 de Novembro. Enamorada en Vivo foi lançado em versão física e digital no dia 9 de Novembro. No dia 14 de Novembro, Lucero realizou uma coletiva para apresentar o álbum, assim como sua nova coleção de sapatos.

## Faixas
Por motivos desconhecidos, no CD há menos faixas do que no DVD, onde se encontra apresentação completa.
| Enamorada en Vivo — Edição standard (CD) |                                                                                             |         |  |
| N.º                                      | Título                                                                                      | Duração |  |
| 1.                                       | "Intro ("Carinha de Anjo")"                                                                 | 1:36    |  |
| 2.                                       | "Ya No"                                                                                     | 2:52    |  |
| 3.                                       | "Veleta"                                                                                    | 4:08    |  |
| 4.                                       | "No Me Dejes Ir"                                                                            | 3:52    |  |
| 5.                                       | "Popurrí Románticas: Amor Secreto/Corazón a la Deriva/Tanto/El Privilegio de Amar"          | 5:31    |  |
| 6.                                       | "Electricidad"                                                                              | 3:54    |  |
| 7.                                       | "Popurrí Niña: Con Tan Pocos Años/Te Prometo/Fuego y Ternura"                               | 4:10    |  |
| 8.                                       | "Cuéntame"                                                                                  | 4:18    |  |
| 9.                                       | "Vete con Ella"                                                                             | 3:46    |  |
| 10.                                      | "Tu Cárcel"                                                                                 | 3:17    |  |
| 11.                                      | "Acá Entre Nós"                                                                             | 3:15    |  |
| 12.                                      | "Popurrí Juan Gabriel: El Noa Noa/En Esta Primavera/No Tengo Dinero/Será Mañana/El Noa Noa" | 6:11    |  |
| 13.                                      | "Llorar"                                                                                    | 3:09    |  |
| 14.                                      | "El Sinaloense"                                                                             | 3:45    |  |
| 15.                                      | "Ven Devórame Otra Vez"                                                                     | 2:52    |  |
| 16.                                      | "A Pesar de Todo"                                                                           | 3:10    |  |
| 17.                                      | "Hasta que Amenezca"                                                                        | 3:05    |  |
| 18.                                      | "Me Gustas Mucho"                                                                           | 2:44    |  |
| 19.                                      | "Necesitaría"                                                                               | 3:14    |  |
| Duração total:                           | Duração total:                                                                              | 65:29   |  |

| Enamorada en Vivo — Edição standard (DVD) |                                                                                             |         |  |
| N.º                                       | Título                                                                                      | Duração |  |
| 1.                                        | "Intro ("Carinha de Anjo")"                                                                 | 1:36    |  |
| 2.                                        | "Ya No"                                                                                     | 2:52    |  |
| 3.                                        | "Veleta"                                                                                    | 4:08    |  |
| 4.                                        | "No Me Dejes Ir"                                                                            | 3:52    |  |
| 5.                                        | "Sobreviviré"                                                                               | 3:10    |  |
| 6.                                        | "Popurrí Románticas: Amor Secreto/Corazón a la Deriva/Tanto/El Privilegio de Amar"          | 5:31    |  |
| 7.                                        | "Electricidad"                                                                              | 3:54    |  |
| 8.                                        | "Popurrí Niña: Con Tan Pocos Años/Te Prometo/Fuego y Ternura"                               | 4:10    |  |
| 9.                                        | "Cuéntame"                                                                                  | 4:18    |  |
| 10.                                       | "Vete con Ella"                                                                             | 3:46    |  |
| 11.                                       | "Tu Cárcel"                                                                                 | 3:17    |  |
| 12.                                       | "Acá Entre Nós"                                                                             | 3:15    |  |
| 13.                                       | "Tristes Recuerdos"                                                                         | 4:50    |  |
| 14.                                       | "Popurrí Juan Gabriel: El Noa Noa/En Esta Primavera/No Tengo Dinero/Será Mañana/El Noa Noa" | 6:11    |  |
| 15.                                       | "Llorar"                                                                                    | 3:09    |  |
| 16.                                       | "Volver, Volver"                                                                            | 3:53    |  |
| 17.                                       | "El Sinaloense"                                                                             | 3:45    |  |
| 18.                                       | "Me Gusta Estar Contigo"                                                                    | 2:20    |  |
| 19.                                       | "Ven Devórame Otra Vez"                                                                     | 2:52    |  |
| 20.                                       | "Un Corazón Enamorado"                                                                      | 2:52    |  |
| 21.                                       | "A Pesar de Todo"                                                                           | 3:10    |  |
| 22.                                       | "Hasta que Amenezca"                                                                        | 3:05    |  |
| 23.                                       | "Si Quieres Ser mi Amante"                                                                  | 3:09    |  |
| 24.                                       | "Me Gustas Mucho"                                                                           | 2:44    |  |
| 25.                                       | "Secreto de Amor"                                                                           | 3:55    |  |
| 26.                                       | "Necesitaría"                                                                               | 3:14    |  |
| 27.                                       | "Viva México"                                                                               | 2:52    |  |
| Duração total:                            | Duração total:                                                                              | 87:25   |  |

## Histórico de lançamentos
| País    | Formato                           | Data                  | Gravadora(s)                            |
| ------- | --------------------------------- | --------------------- | --------------------------------------- |
| México  | CD/DVD download digital streaming | 9 de Novembro de 2018 | Universal Music Latino Fonovisa Records |
| Espanha | CD/DVD download digital streaming | 9 de Novembro de 2018 | Universal Music Latino Fonovisa Records |
| EUA     | CD/DVD download digital streaming | 9 de Novembro de 2018 | Universal Music Latino Fonovisa Records |